# Мяскай
Мяска́й или Мая́скай — существо из башкирской мифологии, представляющее собой дух леса или лесной богини. Он изображается обычно как прекрасная женщина с длинными волосами и зелеными глазами, иногда похожая на сову. Мяскай часто ассоциируется с природой, лесом, реками и горами.
Согласно легендам, Мяскай является духом леса, который защищает и охраняет природу от вредных действий людей. Она считается хранительницей сокровищ и тайн леса, а также жрицей растений и животных.
По мифологии, Мяскай родом из глубин леса и появляется перед теми, кто достоин её внимания. Она может наказывать тех, кто неуважительно обращается с природой, а благосклонно настроенных перед собой людей Мяскай помогает и дарит свою мудрость.
Мифы и слухи о Мяскае передаются в башкирском фольклоре и устной традиции, а также сохраняются в различных религиозных обрядах и обычаях башкирского народа.